# Emanuelina
Emanuelina est une localité polonaise de la gmina de Czarnożyły, située dans le powiat de Wieluń en voïvodie de Łódź.